# Sevrage médicamenteux
Le sevrage médicamenteux est la cessation d'un traitement médicament pour un patient par le clinicien ou le patient lui-même,. Lorsqu'il est initié par le clinicien, ce processus est connu sous le nom de déprescription.
L'arrêt des médicaments est une pratique médicale importante qui peut être motivée par plusieurs raisons, :
- Réduire la polypharmacie (afin de diminuer le risque d'interaction médicamenteuse)
- Réduire les dépenses de santé
- Améliorer la qualité de vie en cessant les médicaments susceptibles d'avoir des effets indésirables ou dont l'indication (médicament) peut avoir changé
- Reflètent les changements dans médecine factuelle qui soutiennent un traitement
- Reflétant les changements dans les objectifs de traitement, tels que le passage à soins de fin de vie[5].

## Soins de fin de vie
Les médicaments peuvent être arrêtés dans le cadre des soins de fin de vie, comme les médicaments qui peuvent augmenter les facteurs de risque pour une maladie future. Les médicaments qui peuvent être arrêtés dans le cadre des discussions sur les soins de fin de vie comprennent les antihypertenseurs, les médicaments pour le diabète et les médicaments pour un haut cholestérol.

## Conditions limitant la durée de vie
Pour les personnes souffrant d'une maladie limitant leur vie, comme la démence, il est important de savoir quand il faut arrêter les médicaments utilisés pour prévenir des événements graves à l'avenir. L'outil Medication Appropriateness Tool for Comorbid Health conditions during Dementia fournit des conseils aux cliniciens et aux consommateurs sur la manière de gérer les médicaments.
Il peut être difficile de s'adapter à l'arrêt d'un médicament, en raison de son utilisation à long terme et du symbolisme associé au sevrage médicamenteux, comme la décision d'arrêter la chimiothérapie.